# 物权
物权（拉丁語：ius in rem、jus in rem；right in rem）是指物权人直接支配特定的物并排他性地享受其利益的权利。

## 各地區物權法
《中華人民共和國物權法》第2条第3款规定：本法所称物权，是指权利人依法对特定的物享有直接支配和排他的权利，包括所有权、用益物权和担保物权。

## 物權的效力
物權依其性質，將產生下列各種普遍皆有的效力：

### 排他效力
物權本身具有排他性，在同一標的物上，不能同時成立兩個以上互不相容之物權。故只要兩種物權之內容彼此不相衝突，則可存在於同一標的物之上，並無疑問。譬如說，在同一範圍的土地即不能設定兩個普通地上权，但若是就地面設定普通地上權，地下設定區分地上權，此時其內容彼此不相衝突，則可為之。又同一標的物之上的物權內容會發生衝突，通常是發生在「用益物權」的部分，担保物权係以物之交換價值為其內容，故在同一物上設定兩個以上內容相同的擔保物權，並非不可。譬如，在同一物上，可以同時設定兩個抵押權。又不同種類的物權，只要其內容不相衝突，皆可併存，然倘內容相衝突，則會受到排他效力影響，而不能同時存在同一物上。

### 優先效力
物權基於其排他且具有直接支配標的物之性質，故會產生所謂的「優先效力」，就物權和債權的關係而言，物權之效力優先於債權之效力。而就物權間彼此之優先效力，則應依設定時間之先後順序決定，設定在先者，其權利實現在先。另外，从物权之间是否占有的角度上讲，以占有为要件的限定物权要比不占有的具有优先效力。限定物权的效力要优先于所有权。

### 追及效力
一般認為，物權亦有「追及效力」，即不論該標的物淪落至何處，權利人皆能就其權利追及而主張之。但是，物权的追及效力要受到善意取得等制度的约束，这里就涉及到原始取得的問題，蓋善意取得乃是基於保護交易安全而由法律規定使善意受讓動產之占有者，在讓與人無讓與之權利時，亦得取得權利之制度。此時因為其之所以取得該權利是基於法律規定而取得，而非繼受前手之權利，故其乃是「原始取得」該權利。在善意取得人取得該權利後，該動產原有的所有權及其他負擔即歸於消滅，故就該物被善意取得前所具有的物權而言，其權利人既因他人之善意取得而使其於該物上的原有物權消滅，自不能在本於該物權行使所謂追及效力。

## 物权的种类

### 物權法定主義
物權，就其種類及內容，除法律有明文規定者外，不容許當事人自由創設，此即所謂的「物權法定主義」。就中華民國民法第757條便於制定時明文規定：「物權，除本法或其他法律有規定外，不得創設。」另外，《中華人民共和國物權法》第5條也規定：「物權的種類和內容，由法律規定。」皆為物權法定主義的表現。
而之所以採取物權法定主義，主要基於以下幾種理由：
- 公益考量
- 減少交易成本
- 貫徹物權的公示原則
- 整頓並重建過去各地方上舊有雜亂的物權。

不過隨著經濟發展，生活態樣及交易手法的多樣化及複雜化，民法中所規定的物權種類面臨了不敷使用的問題，也因此物權法定主義是否堅守，已開始受到了挑戰。
值得注意的是，2009年1月12日，中華民國立法院三讀通過修正民法物權編部分條文，其中，第757條修正為：「物權除依法律或習慣外，不得創設。」明文承認「習慣」也可能創設物權，是對於物權法定主義的一大突破，其立法理由謂：「為確保交易安全及以所有權之完全性為基礎所建立之物權體系及其特性，物權法定主義仍有維持之必要，然為免過於僵化，妨礙社會之發展，若新物權秩序法律未及補充時，自應許習慣予以填補，故習慣形成之新物權，若明確合理，無違物權法定主義存立之旨趣，能依一定之公示方法予以公示者，法律應予承認，以促進社會之經濟發展，並維護法秩序之安定，爰仿韓國民法第一百八十五條規定修正本條。又本條所稱『習慣』係指具備慣行之事實及法的確信，即具有法律上效力之习惯法而言，併予指明。」故可知，就依「習慣」創設物權而言，仍須該習慣具有「長期之慣行」以及「法的確信」始得為之。

### 物權的類型
物权可以分为自物权和他物权，他物权可以进一步分为用益物权、担保物权。
- 完全物权（所有权）与限制物权（他物权）：这是以物权支配力的范围为标准对物权进行的分类。完全物权为对物的全面支配的权利，而限制物权则在时间上或者范围上受到一定的限制。
- 用益物权与担保物权：这是从设立目的角度对限制物权的再分类。
- 动产物权与不动产物权：这是根据物权的标的物性质所作的分类。动产物权包括动产所有权、动产质权、留置權等；不动产物权包括不动产所有权、地上权、不動產役權、永佃权（今為農育權）、典权、抵押权等。
- 主物权与从物权：这是根据物权是否能够独立存在而分的类。

## 物權請求權
物權請求權，又稱為「物上請求權」乃指基於所有权或其他種類的物權而生的請求權。依據中華民國民法第767條：「所有人對於無權占有或侵奪其所有物者，得請求返還之。對於妨害其所有權者，得請求除去之。有妨害其所有權之虞者，得請求防止之。」可知，其內容包含了「返還請求權」、「除去妨害請求權」、「防止妨害請求權」。而本條乃是基於「所有權」而設，但其他種類的物權非無行使上述三種請求權之可能與必要，除了地役权於同法第858條規定準用第767條以外，其他種類之物權可否適用第767條，不無疑問。惟中華民國立法院於2009年1月12日三讀通過民法物權編部分修正，其中第767條增訂第二項：「前項規定，於所有權以外之物權，準用之。」明確規定其他物權亦得準用本條規定，此將使民法第767條成為所有物權共通的請求權。
至於中華人民共和國關於物權請求權的部分，則是規定在中華人民共和國物權法第34、35條，其內容同樣包含了上列三種請求權，同時因為該二條係規定於該法的總則編中，故在適用上不會產生如2009年修訂前的中華民國民法有第767條可否適用其他物權的問題。

## 延伸閱讀
- 王澤鑑，「民法物權（一）：通則‧所有權」，2001年4月修訂版，作者自刊。
- 謝在全，「民法物權論（上）」，2004年修訂3版，作者自刊。
- 鄭玉波 著、黃宗樂修訂，「民法物權」，2004年3月修訂14版，三民書局。
- 王利明，「物權法論」，2008年修訂2版，中國政法大學出版社。
- 孫憲忠，「中國物權法原理」，2004年初版，法律出版社。

## 外部連結
- 物权（德国国家图书馆目录Literatur zum Thema）（德文）